# Tomb Raider: The Action Adventure
Lara Croft Tomb Raider: The Action Adventure é uma versão resumida do jogo Tomb Raider: The Angel of Darkness para DVDs Player.